# Aceraius sabanus
Aceraius sabanus is een keversoort uit de familie Passalidae. De wetenschappelijke naam van de soort is voor het eerst geldig gepubliceerd in 1995 door Kon, Ueda & Johki.